# Cochlianthus
Cochlianthus es un género de plantas con flores perteneciente a la familia Fabaceae. Es originario de Asia. Comprende 2 especies descritas y  aceptadas.

## Taxonomía
El género fue descrito por George Bentham y publicado en Plantae Junghuhnianae 234. 1852.

## Especies aceptadas
A continuación se brinda un listado de las especies del género Cochlianthus aceptadas hasta julio de 2014, ordenadas alfabéticamente. Para cada una se indica el nombre binomial seguido del autor, abreviado según las convenciones y usos.
- Cochlianthus gracilis Benth.
- Cochlianthus montanus (Diels) Harms